# (16212) Theberge
(16212) Theberge (2000 CB84) – planetoida z pasa głównego asteroid okrążająca Słońce w ciągu 3,41 lat w średniej odległości 2,27 j.a. Odkryta 4 lutego 2000 roku.